# Hypseloconidae
Gli Hypseloconidae Knight, 1956 costituiscono una famiglia di molluschi monoplacofori estinti, rinvenuti fossili in depositi riferibili al Cambriano Superiore e all'Ordoviciano Inferiore di America settentrionale (est e mid-west), Antartide, Cina settentrionale. Sono ritenuti da vari studiosi come le forme ancestrali dei nautiloidi, e quindi dei cefalopodi.

## Descrizione
Si tratta di forme con conchiglia conica a sezione ovale o ellittica, sviluppata lungo un asse debolmente ricurvo, generalmente più lunga che larga, di piccole dimensioni (pochi centimetri). L'ornamentazione esterna della conchiglia, ove presente, è costituita (a seconda dei generi) da coste concentriche più o meno marcate e/o da sottili pieghe longitudinali (lirae). I ritrovamenti finora documentati sono costituiti da fossili molto ricristallizzati, il cui materiale (silice cripto-microcristallina, calcite o dolomite) non è più quello originario, ma si ritiene generalmente che la conchiglia fosse aragonitica. 
Nell'ambito di questo gruppo sono presenti alcuni generi (Knightoconus Yochelson et al., Shelbyoceras Ulrich et al., Biloboconus Stinchcomb e Angeli), caratterizzati dalla presenza nella parte interna apicale della conchiglia di setti (da 2-3 setti nelle forme più primitive a 5-7 nelle forme più avanzate. Non sono documentate strutture analoghe al sifone dei cefalopodi. L'apice della conchiglia è generalmente contraddistinto da un “bottone” tondeggiante. Queste forme sono considerate (Stinchcomb e Angeli, 2002;  Webers e Yochelson, 1989), come i candidati più probabili per costituire le forme ancestrali dei nautiloidi.

## Sistematica
In questa sede viene seguita l'impostazione tuttora più diffusa tra gli autori, che inserisce nella famiglia Hypseloconidae tanto le forme prive di setti (genere Hypseloconus sensu lato) quanto le forme settate (come Knightoconus). Queste ultime tuttavia sono state inserite da Stinchcomb (1986) nella nuova famiglia Shelbyoceridae per la presenza di setti interni e di un ispessimento apicale, considerati come caratteri sufficientemente distintivi.

## Habitat
Queste forme sono documentate in  associazione con strutture stromatolitiche  in contesti di piattaforma continentale interna e di piana tidale. Si trattava probabilmente di componenti del benthos, cioè abitatori di fondali marini fangosi, poco profondi. Forme comunque poco mobili, con uno stile di vita da microfagi (che si nutrivano di microorganismi animali o vegetali) simile a quello dei monoplacofori attuali (ma questi ultimi sono migrati attualmente in acque più profonde a causa della competizione da parte di gruppi più evoluti). Secondo Stinchcomb e Angeli (2002), le forme settate si distinguerebbero anche per un diverso tipo di associazione faunistica (associazione con gasteropodi primitivi e trilobiti), che implicherebbe una maggiore profondità e una maggiore mobilità. La presenza di queste forme (che con ogni probabilità non erano nectoniche nello stadio adulto) in depositi riferibili a placche continentali diverse e lontane anche nel Paleozoico inferiore (Webers e Yochelson, 1989), farebbe pensare a uno stadio larvale planctonico, capace di dispersione oceanica.